# Orimarga asura
Orimarga asura är en tvåvingeart som beskrevs av Alexander 1966. Orimarga asura ingår i släktet Orimarga och familjen småharkrankar. Inga underarter finns listade i Catalogue of Life.